# Сіньї
Район Сіньї (кит.: 信義區) — район в столиці та місті центрального підпорядкування Республіки Китай Тайбеї.

## Географія
Площа району Сіньї на 10 вересня 2017 становила близько 11,2077 км².

## Населення
Населення району Сіньї на 15 серпня 2006 становило близько 231 015 осіб. Густота населення становила 20 612,2 осіб/км².